# دليل الحائرين (كتاب)
كتاب دليل الحائرين (بالإنجليزية: A Guide for the Preplexed)‏ من تأليف إيرنست فريتز شوماخر 
ويعتبر شوماخر أن هذا الكتاب هو أهم ما ألفه رغم أنه اشتهر أكثر بكتابه «الصغير جميل» وجعل له شهرة عالمية، ولكن حسب ما ورد في "Chicago Tribune" فإن كتاب دليل الحائرين يمثل الأساس الذي انطلق منه كتاب «الصغير جميل»

## نقد العلموية المادية
رغم تحمس شوماخر للروح العلمية إلا أنه ينحو باللائمة على المنهج الحالي الذي يعتبره علموية مادية

### المذهب التطوري
يفرق شوماخر بين التطور كعلم وصفي وبين «المذهب التطوري» فلا يمكن استخدامه لتفسير الوعي أو الإدراك الذاتي

## مستويات الوجود
يقسم الوجود إلى أربع مستويات متدرجة هي:
- 'الجماد' = m
- 'النبات' = m + x
- 'الحيوان' = m + x + y
- 'الإنسان' = m + x + y + z

### التدرجات
- السببية
- منبه
- دافع
- الإرادة